# Lockheed Martin Sniper XR
L'AN/AAQ-33 Sniper ATP est une nacelle de désignation laser de l'entreprise américaine Lockheed Martin. Elle est opérationnelle sur de nombreux avions de combat tels que le F-15E Strike Eagle, le B-1 Lancer, le F-16 Fighting Falcon.

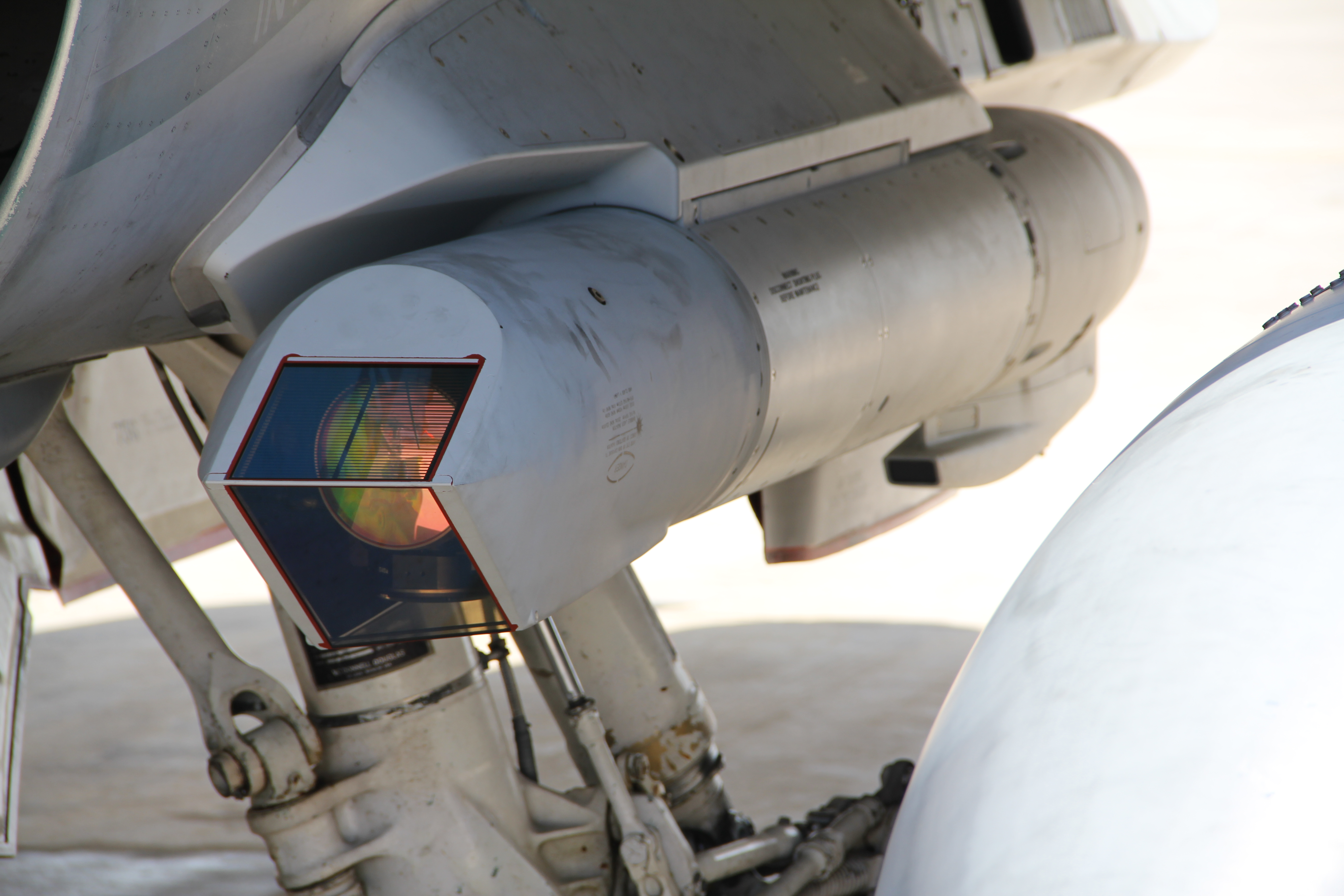
Sniper XR

## Description
Mise en service en 2005, elle mesure 239 centimètres, à un diamètre de 30 cm et une masse de 200 kg.
Si sa fonction principale est d'assurer la désignation de cible pour des bombes à guidage laser, la nacelle Sniper peut aussi servir de nacelle de reconnaissance tout temps grâce à son FLIR et une caméra CCD embarquée. Elle est reconnue par ses différents utilisateurs, et même non-utilisateurs, comme une des meilleures nacelles de désignation laser actuelles avec une qualité d'image très élevée, notamment en voie infrarouge.
Une version export de la nacelle, aux performances dégradées, la Sniper XR (pour eXpended Range) est vendue sous le nom PANTERA.

## Utilisateurs

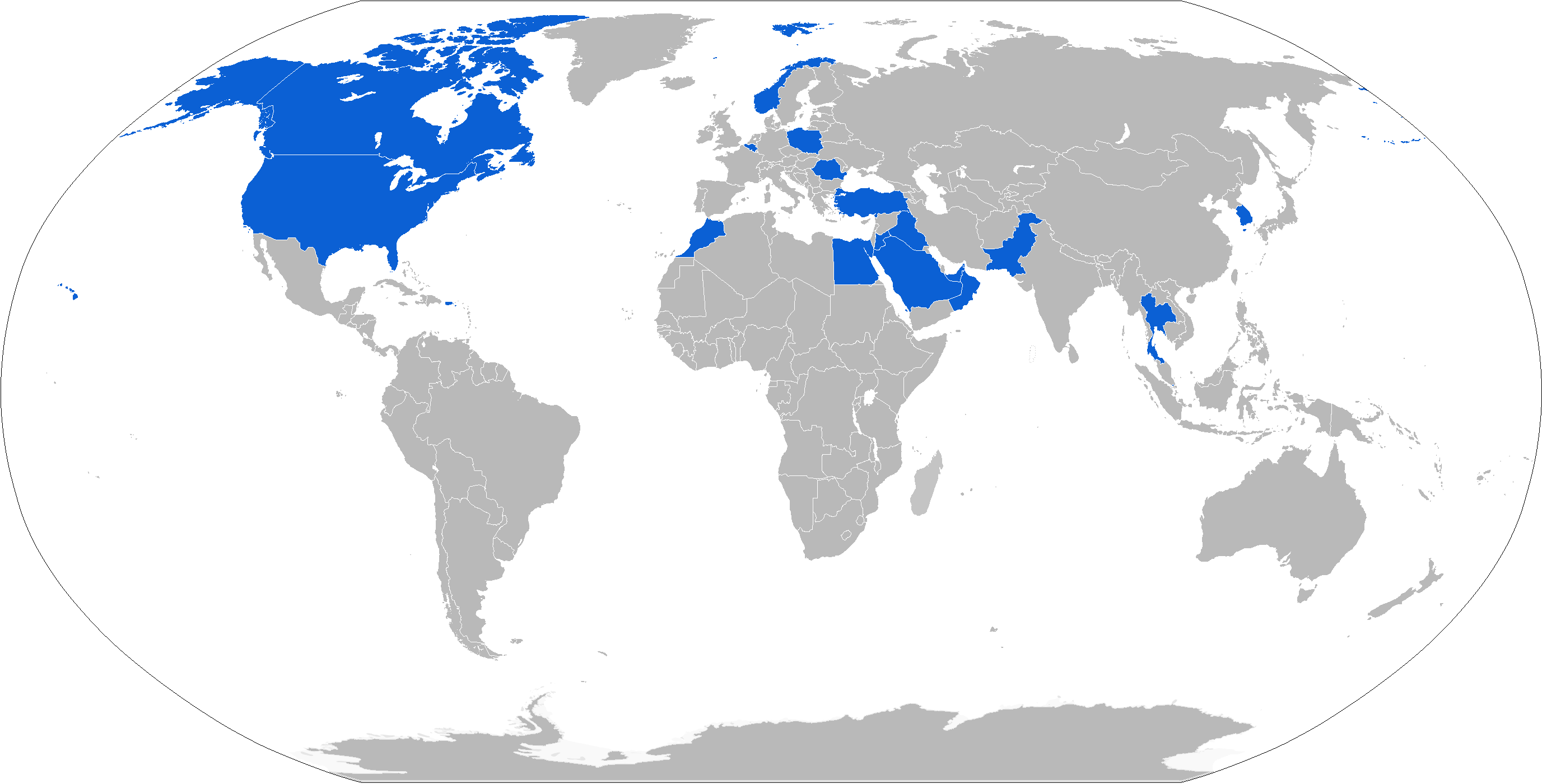
Carte des opérateurs du Sniper en 2015.

En mai 2015, dix-neuf États l'utilisent ou l'ont commandée pour leur force aérienne dont : 
- Arabie saoudite
- Belgique
- Canada
- Égypte
- Turquie
- États-Unis
- Norvège
- Oman
- Jordanie  (15 commandés en 2014/2015[1])
- Pologne
- Singapour
- Roumanie[2]
- Thaïlande
- Royaume-Uni
- Pakistan
- Japon
- Maroc